# Soera
Een soera (Arabisch: سورة, ook gespeld Sura, meervoud soewar) is een hoofdstuk in de Koran, het heilige boek van de islam. Een soera bestaat uit meerdere verzen (ayat, enkelvoud: aya). 
De Koran bevat 114 soera's, beginnend met de korte soera De Opening, maar verder ruwweg gerangschikt van groot naar klein, en dus niet naar chronologische volgorde. De langste soera in de Koran bestaat uit 286 verzen (Soera De Koe) en de kortste maar 3 verzen (Soera De Namiddag, Soera De Overvloedigheid en Soera De Hulp). Soera's zijn onderverdeeld in een groep Mekkaanse en een groep Medinese (of Medinaanse), al naargelang de traditie zegt dat ze aan Mohammed geopenbaard werden in Mekka of in Medina. 
Teksten van de Koran worden door moslims doorgaans aangeduid met de naam van de soera gevolgd door het nummer van het vers. In plaats van de naam wordt ook wel het volgnummer van de soera gebruikt.
Het woord soera komt in de Koran negen keer in enkelvoud voor en één keer in meervoud. De oorsprong en daarmee de betekenis van het woord is onzeker; van Arabische oorsprong lijkt het in elk geval niet. De meest aanvaarde opvatting is dat het afkomstig is van het Hebreeuwse woord sjoeraah, wat een rij van bakstenen in een muur of van wijnstokken betekent. Dit is echter niet te herleiden in de Koran met de plaatsen waar het woord soera voorkomt. In dat opzicht is het aannemelijker dat het afstamt van het Syrische woord soerta dat schrift of schrifttekst betekent. De regels die bepalen welke medeklinkers in het Arabisch worden gebruikt bij het overnemen van Syrische woorden, staan deze afleiding echter in principe niet toe.